# Jaroslav Petříček
Jaroslav Petříček (* 22. února 1950) je bývalý český fotbalista, útočník.

## Fotbalová kariéra
V československé lize hrál za LIAZ Jablonec. Nastoupil v 53 ligových utkáních a dal 4 ligové góly.

## Ligová bilance
| Ročník                                   | Zápasy | Góly | Klub          |
| ---------------------------------------- | ------ | ---- | ------------- |
| 1. československá fotbalová liga 1974/75 | 29     | 3    | LIAZ Jablonec |
| 1. československá fotbalová liga 1975/76 | 24     | 1    | LIAZ Jablonec |
| Česká národní fotbalová liga 1978/79     | -      | -    | LIAZ Jablonec |
| CELKEM 1. liga                           | 53     | 4    |               |